# Hans-Peter Füssel
Hans-Peter Füssel (* 1949) ist ein deutscher Jurist.

## Leben
Von 1968 bis 1973 studierte er Rechtswissenschaften, Volkswirtschaftslehre und politische Wissenschaften an der FU Berlin und an der Universität Göttingen (1973 erste juristische Staatsprüfung). Von 1973 bis 1976 war er Gerichtsreferendar in Bremen (1976 zweite juristische Staatsprüfung). Nach der Promotion 1986 zum Dr. jur. an der Universität Hamburg lehrte er von 1988 bis 2002 als Professor für Öffentliches Recht an der Fachhochschule für Öffentliche Verwaltung Hamburg und von 1993 bis 2002 als Professor für Öffentliches und Sozialrecht der Hochschule für Öffentliche Verwaltung Bremen. Von 2002 bis 2007 war er Professor Öffentliches Recht an der Hochschule Bremen, School of International Business. Von 2007 bis 2014 war er stellvertretender Abteilungsleiter der Abteilung Steuerung und Finanzierung des Bildungswesens am DIPF und zugleich Professor für Steuerungsprobleme moderner Bildungssysteme am Institut für Erziehungswissenschaften der Humboldt-Universität zu Berlin.
Seine Forschungsschwerpunkte sind Fragen des Bildungsrecht und der Steuerung im Bildungswesen, Bildungsberichterstattung und deutsches und internationales Bildungsrecht.

## Schriften (Auswahl)
- Elternrecht und Sonderschule. Ein Beitrag zum Umfang des Elternrechts in der Schule für Lernbehinderte. Berlin 1987, ISBN 3-608-98249-3.
- mit Rudolf Kretschmann: Gemeinsamer Unterricht für behinderte und nichtbehinderte Kinder. Pädagogische und juristische Voraussetzungen. Gutachten im Auftrag der Max-Traeger-Stiftung. Bonn 1993, ISBN 3-925267-64-6.
- mit Hermann Avenarius: Schulrecht im Überblick. Darmstadt 2008, ISBN 978-3-534-18925-0.
- Zum Bildungs- und Erziehungsauftrag der Schulsozialarbeit. Überlegungen aus (verfassungs-) rechtlicher Sicht. Expertise im Auftrag der Max-Traeger-Stiftung. Frankfurt am Main 2013, ISBN 978-3-939470-87-8.